# Курт Габер
Курт Габер (нім. Kurt Haber; 4 липня 1895, Бойтен, Німецька імперія — 20 грудня 1916, Перонн, Франція) — німецький льотчик-ас, лейтенант Імперської армії.

## Біографія
Учасник Першої світової війни. На початку 1916 року почав літати у складі баварського 6-го польового льотного дивізіону із спостерігачем Кулем, з яким здобув перші дві перемоги. У жовтні 1916 року перейшов на винищувачі Fokker Eindekker у тій же частині, з якої була виділена 15-та винищувальна ескадрилья. Пізніше був переведений в 3-ю винищувальну ескадрилью.
Загинув 20 грудня 1916 року о 15:45, впавши на землю в палаючому літаку. Переможцем Габера став Шарль Нюнжессер із 65-ї ескадрильї. Для нього це стало 21-ю перемогою.
Всього за час бойових дій здобув 5 перемог.